# شنون توئید
شنون توئید (انگلیسی: Shannon Tweed؛ زادهٔ ۱۰ مارس ۱۹۵۷) یک هنرپیشه اهل کانادا است.
او در فیلم دیترویت راک سیتی بازی کرده‌است.